# L'Argus
Pour les articles homonymes, voir Argus.
L’argus est un magazine français consacré à l’automobile, à destination des particuliers et des professionnels. Il est notamment renommé pour sa cote des véhicules d’occasion, publiée sous la marque cote Argus. Historiquement hebdomadaire, il devient bimensuel en janvier 2015. 
Le journal est fondé en 1927 par Paul Rousseau, sous le titre L’argus de l’automobile et des locomotions. Bien que la voiture de tourisme constitue déjà son principal sujet, l’hebdomadaire couvre alors l’actualité d’une variété d’engins roulants, volants et navigants. Il se positionne en faveur de l’automobile et milite fermement pour son développement. Son audience, composée dès l’origine d’usagers comme de professionnels, s’élargit considérablement à partir des années 1950 grâce à la généralisation de la voiture particulière et au développement des véhicules motorisés. Pour répondre aux nouvelles attentes du lectorat grand public, L’argus réoriente son contenu à partir du milieu des années 1980 : de journal d’opinion, il se transforme progressivement en revue d’utilité pratique centrée sur le problème de l’achat et de la vente de véhicule. En outre, il déploie une partie de ses services sur le Minitel en 1985 et toute sa gamme de produits et services sur Internet en 2000.
Le journal lance une édition grand public le 15 mars 2007 et opte pour un format magazine. Il distingue alors davantage ses deux types de lectorats : la version éditée pour les particuliers, vendue en kiosque, est aussi disponible accompagnée de suppléments consacrés aux professionnels, sur abonnement. L’argus sur Internet est accessible aux adresses largus.fr (pour le grand public) et pro.largus.fr (pour les professionnels, avec ou sans abonnement), ainsi que sur application mobile.
Depuis 1993, L’argus décerne le Trophée de l’Utilitaire de l’année et depuis 2008, les Trophées du Véhicule Particulier.

## Histoire

### De la création à la Seconde Guerre mondiale
L’argus de l’automobile et des locomotions a été fondé en 1927 par Paul Rousseau (1868-1941), une personnalité des mondes de la presse et du sport, également passionné d’automobile. À l’époque, le véhicule motorisé est encore un bien de luxe, ou très utilitaire. Mais Paul Rousseau décide de favoriser son essor par l’intermédiaire d’un journal. Le lancement est financé par Ernest Loste (1874-1944), un ami qui a connu le succès dans le commerce automobile en devenant dès 1904 agent général Fiat pour la France et premier importateur français de la marque. 
Comme son nom l’indique, le journal s'intéresse à l’origine à tous les types de locomotions, même si son contenu se concentre sur la voiture particulière. Son titre révèle par ailleurs son ambition d’être le rigoureux « rapporteur » de leurs actualités : le terme « argus » renvoie au géant de la mythologie grecque Argos Panoptès qui avait cent yeux. Destiné aux usagers comme aux professionnels, l’hebdomadaire entend demeurer impartial entre ses différents lectorats, ainsi qu’il l’indique dès le premier numéro : « Notre ambition, c’est de réaliser l’accord parmi les consommateurs, les industriels et les commerçants ». Afin de défendre leurs intérêts, il livre bataille pour l’adoption de politiques favorisant le développement de l'automobile, prenant pour principale cible les pouvoirs publics. En outre, il estime qu’ « il faut de l’auto à tous les prix »  (1929) et milite dès ses débuts pour en faire un bien accessible à toutes les catégories sociales.
Dès le premier numéro est posé le canevas de L’argus qui demeurera au fil des décennies, par-delà les évolutions. L’hebdomadaire s’intéresse principalement à l’actualité économique et aux sports mécaniques, mais un éventail d’articles couvre toutes les autres informations de l’automobile et des locomotions (progrès techniques, nouveautés, équipements, métiers, circulation, sécurité routière, salons et foires, statistiques, etc.) - certains sujets s’adressant spécifiquement aux professionnels. Des rubriques pratiques complètent les articles : les petites annonces, les adresses de L’argus, les prix des véhicules neufs (véhicules industriels et agricoles, bicyclettes, bateaux à moteur, avions de tourisme, deux-roues…) et les cours du « Marché des voitures d’occasion », ancêtres de la fameuse cote Argus, marque sous laquelle l’entreprise vend désormais son service de cotation. Ces cours-moyens (automobiles de tourisme, véhicules industriels et deux-roues) sont d’abord fournis par l’organisme Bureau Veritas jusqu’en 1931, avant d’être élaborés en interne et de prendre le nom de « cote officielle de L’Argus ».
Le texte occupe l’essentiel des 8 pages noir et blanc au format 360 x 530 mm. Les colonnes sont étroites, les articles concis, accompagnés de petites illustrations. Tiré à quelques milliers d’exemplaires, le titre s’établit peu à peu au cours des années 1930 en conservant fond et forme, jusqu’à ce que la Seconde Guerre mondiale perturbe la vie du journal. En effet, outre une réduction du volume le plus souvent à quatre pages, la parution est parfois interrompue et le contenu  bouleversé. Beaucoup d’articles se préoccupent de la (sur)vie économique de l’automobile, alors que l’absence de production et d’importations met en suspens le marché du neuf, ce qui a par ailleurs pour effet de gonfler les cours du marché d’occasion. La rareté des automobiles, aggravée par les réquisitions notamment, contraint L’argus à ajuster ses cotes tant bien que mal. Il doit également tenir compte de certaines évolutions de la demande, tels que la valorisation des véhicules à gazogènes, recherchés en raison de la pénurie d’essence, ou l’impact des réglementations des autorités. Avec la Libération, quand il devient question de restituer ou indemniser les véhicules réquisitionnés, un arrêté intitulé « Prix des véhicules automobiles réquisitionnés par l’autorité militaire » stipule que « les prix de base des véhicules automobiles requis sont déterminés […] pour les véhicules de tourisme, d’après les données du tableau paru le 6 juillet 1944, sous le n°847 de L’Argus de l’automobile et des locomotions, sous la rubrique : Marché des voitures d’occasion, cote officielle de L’Argus ». 
En 1941, Paul Rousseau disparaît. S’agissant de sa succession, la rédaction indique dans le numéro du 22 mai (n°692) qu’elle revient à ceux qu’il « avait lui-même choisis et formés ». C’est ainsi Jacques Loste (1905-2001), fils d’Ernest Loste, qui prend les rênes du journal, qu’il a intégré en 1930 et dont il est rédacteur en chef depuis 1938.

### Les Trente Glorieuses et les crises pétrolières
Après le conflit mondial, le contenu et le ton d’avant-guerre reprennent rapidement mais on trouve encore jusqu’à la fin des années 1950 des articles rappelant les conséquences de la guerre sur l’automobile. De plus, le journal ne retrouve ses 8 pages habituelles qu’en 1947. La reconstruction permet alors de faire entrer la France dans une période de grande croissance économique, les Trente Glorieuses (1945-1973), durant laquelle le pays découvre la consommation de masse. Grâce à l’essor de l’industrie durant les années 1950 et 1960, décennies qui constituent les « vingt glorieuses de l’automobile », la voiture particulière se démocratise. En toute logique, sa popularisation profite au journal, dont l’audience s’élargit et le contenu se développe, le nombre de pages augmentant en conséquence - 10 pages en 1948 ; 48 pages au début des années 1980.
Au cours de la période, L’argus change à peine de physionomie, sauf pour la notable adoption en 1955 du fameux rouge pour le nom L’argus dans le logo-titre. Le contenu se maintient, tout comme la ligne éditoriale. Toutefois, l’hebdomadaire se met au diapason des nouvelles préoccupations de la société de consommation et s’intéresse de plus en plus au véhicule comme un produit courant. Dès le début des années 1960, il introduit une rubrique d’essais où tous les types de locomotions se retrouvent « face aux épreuves de L’argus ». À partir de la fin des années 1970, la présentation des produits automobiles, principalement les nouveautés, gagne de l’importance. En outre, le journal accorde de plus en plus de place aux petites annonces - autour de 10 % de la surface du journal en 1952 ; 40 % en 1972.
Par ailleurs, dans un contexte marqué par l’essor généralisé de la motorisation, les articles consacrés aux diverses catégories de locomotions s’enrichissent également. Surtout, L’argus étend sa rubrique de cote de l’occasion à de nombreux engins : les tracteurs agricoles (1950), les moissonneuses-batteuses (1955), les tracteurs routiers (1959), les caravanes et les autocars (1967), les avions (1968), les semi-remorques et remorques (1970) ; la cote des deux-roues, arrêtée au début des années 1930, réintègre le journal (1981). En parallèle, L'argus affine la méthode d’utilisation de ses cours-moyens. À partir de 1963 par exemple, ils peuvent désormais être ajustés avec une plus grande précision en fonction du nombre de kilomètres parcourus.
Enfin, l’essor de l’automobile ayant transformé ses enjeux, L’argus redouble de vigueur lorsqu’il s’agit de défendre les intérêts de ses lecteurs. Sous la plume de son directeur-rédacteur en chef, le ton se durcit. Jacques Loste se préoccupe principalement de fiscalité et part notamment en campagne contre la vignette instaurée en 1956 et l’augmentation de la TVA sur l’automobile, en 1969.

### Les nouvelles technologies
À partir des années 1980, sur un marché automobile arrivé à maturité et marqué par des gammes de plus en plus complexes, L’argus s’adapte à un lectorat toujours plus demandeur d’informations et de conseil. Ainsi, les rubriques présentant les modèles, notamment par le biais des essais, deviennent essentielles et des numéros spéciaux consacrés apparaissent. Bien que le contenu se maintienne dans ses grandes lignes, l’hebdomadaire se positionne en véritable guide d’achat, et ce pour toutes les catégories de locomotions. Une cote est disponible pour presque chaque type de véhicules, que rejoignent les minicars (1998), les véhicules de collection (1999), les camping-cars (2001) et les automoteurs de manutention agricole (2004).
La plume de L’argus change de main au milieu des années 1980, lorsque Florence Loste, la fille de Jacques, prend la tête de la rédaction. Elle réoriente la ligne éditoriale, atténuant fortement l’engagement politique du journal en ayant recours à un militantisme modéré, qui s’exprime notamment au sein des éditoriaux, comme le veut l’usage. 
La forme évolue également. Jusqu’au milieu des années 2000, le journal modernise son apparence régulièrement. En 1984, 1996 et 2004, il réorganise son contenu en rubriques pleine page et éclaircit sa présentation en adoptant de plus en plus de couleur et d’illustrations, le journal ayant également changé de format pour la première fois en 1984 (285 x 410 mm). Désormais, l’hebdomadaire s’apparente davantage à une revue qu’à un journal. 
Cette période des années 1980 est également marquée par l’essor des nouvelles technologies de l’information et de la communication (NTIC) qui pousse la presse à se réinventer pour survivre. Pour L’argus, ces outils constituent plutôt une opportunité de développement, en offrant une possibilité de complément à l’hebdomadaire. Dès 1985, les fonctionnalités du Minitel permettent notamment de développer la cote Argus, qui s’améliore au fil du temps pour permettre d’ajuster le cours-moyen en fonction des caractéristiques propres à chaque véhicule (âge au mois près, nombre de kilomètres, équipements optionnels, etc.). Sur le Minitel, L’argus propose des services distincts pour les particuliers et les professionnels. Outre celui de la cote, les plus importants sont les bourses de l’occasion et l’estimation des frais de remise en état. Jusqu’au début des années 2000, le service télématique enregistre un nombre croissant de connexions, sans pour autant faire d’ombre au format papier : c’est durant la décennie qui suit son ouverture que l'hebdomadaire connait ses plus gros tirages (parfois plus de 200 000 exemplaires). L’engouement que le Minitel suscite n’est pas non plus démenti par l’arrivée de L’argus sur le Web, en 1997.
Lorsqu’il ouvre son site Internet en 2000, qui propose des contenus similaires à ceux du Minitel, L’argus fait partie des pionniers. Ce sont surtout les professionnels qui l’utilisent, les foyers étant très peu nombreux à être équipés d’une connexion. Néanmoins, avec l’essor d’Internet en France à partir du début des années 2000, le site de L’argus supplante progressivement le service télématique. Le nombre de connexions au Minitel passe par exemple de plus de 700 000 par mois en 2004 à seulement 830 000 par an en 2010. Après s’être peu à peu enrichi de nouvelles rubriques, le site tend à devenir le pendant du journal papier et entre donc également en rivalité avec ce dernier. À partir du début de la décennie 2000, les tirages diminuent (autour de 100 000), alors que le site attire déjà en 2005 plus de 300 000 visiteurs uniques chaque mois. Comme de nombreux titres de presse, la cohabitation avec Internet incite l’hebdomadaire à se réinventer.

### Depuis 2007
L’hebdomadaire réagit en 2007 en refondant complètement sa formule, sous la direction d’Alexandrine Breton qui a pris la direction de L’argus en 2001, après les disparitions rapprochées de sa mère Florence Loste et de son grand-père Jacques Loste. L’hebdomadaire choisit pour la première fois de proposer deux versions, l’une pour les particuliers, l’autre pour les professionnels (sur abonnement). En outre, il se recentre tout à fait sur la voiture particulière. D’ailleurs, illustrant cette évolution majeure, le titre est raccourci pour la première fois en L’argus de l’automobile. Le dédoublement du journal s’accompagne également d’une évolution notable de la forme : la maquette est modernisée, le format rétréci (230 x 297 mm) et le nombre de pages augmente fortement. De 84 pages, L’argus passe à plus de 120, voire plus de 200 pages avec la nouvelle formule.
Pour l’édition grand public, au côté des actualités du monde automobile, le contenu se focalise sur le problème de l’achat/vente d’une voiture grâce à l’étude des modèles (comparatifs, essais, nouveautés), aux rubriques relatives au budget et aux conseils pour réussir une transaction. C’est l’aboutissement de l’évolution amorcée à la fin des Trente Glorieuses et instituée à partir du milieu des années 1980. Les éléments-clés de l’hebdomadaire sont logiquement adaptés : les cotes et les prix du neuf des deux-roues, des véhicules utilitaires et des véhicules industriels sont maintenus mais pas les rubriques. Surtout, l’hebdomadaire cesse de couvrir les véhicules de loisirs et les véhicules agricoles et met fin à la publication de leurs cotes. Enfin, les petites annonces occupent beaucoup moins de place. Pour les professionnels, la seconde version propose le même journal, accompagné toutefois de contenus supplémentaires et de hors-séries spéciaux, notamment le numéro spécial statistiques, publié tous les ans depuis 1932.
En 2010, le journal adopte définitivement son appellation courante : L’argus, nom que l’Académie française lui avait reconnu dès 1992, lors de la publication du premier tome de la neuvième édition de son dictionnaire. Il présente également un format légèrement réduit (215 × 278 mm). Hormis ces changements, la formule adoptée en 2007 se maintient et les professionnels disposent toujours d’une formule avec suppléments.
Depuis le début des années 2010, les tirages, de l’ordre de 70 000 exemplaires par semaine, se sont stabilisés. Le Minitel Argus n’existe quant à lui plus depuis le 30 juin 2012, du fait de la fermeture généralisée du service télématique par France Télécom. En revanche, L’argus sur Internet s’est fortement développé et reçoit 1,2 million de visiteurs uniques par mois. Accessible aux adresses largus.fr (pour les particuliers) et pro.largus.fr (pour les professionnels), il est également présent sur Facebook et Twitter, ainsi que sur application mobile. L’entreprise L’argus quant à elle continue de déployer son expertise automobile auprès des professionnels, via notamment les logiciels Planet VO, Cardiff VO et PREVAR, outils de gestion de l’activité VO (véhicules d’occasion).
En 2015, L'argus et L'argus Édition Pro font peau neuve : nouvelle maquette plus aérée, nouveau format (200 x 270 mm), nouvelle périodicité (passage au bimensuel). Le développement de L'argus sur internet continu avec plus de 5 millions de visiteurs uniques.
En 2019, le site français de petites annonces Leboncoin annonce le rachat de L'argus.